# 克拉里蒂角
克拉里蒂角（英語：Clarity Point），是南極洲的海岬，位於南喬治亞群島，處於藍鯨港東部，在1991年由英國南極名稱諮詢委員會命名，由英國海外領土管轄。